# Tópaga
Tópaga es un municipio colombiano ubicado en la provincia de Sugamuxi en el departamento de Boyacá. Está situado a unos 98 km al noreste de la ciudad de Tunja. Posee un centro poblado: Vado  Castro.

## Geografía
El municipio de Topaga tiene una extensión de 37 km², se encuentra ubicado sobre la cordillera Oriental de los Andes colombianos; cuenta con piso térmico frío y es surcado por los ríos Chicamocha, Gámeza, y Monguí.
El municipio limita al norte con Gámeza, al oriente con Mongua y Gámeza, al sur con Monguí y Sogamoso y al occidente con Nobsa y Corrales.

## Economía

La ruta 61 pasaba por Tópaga.

Las principales actividades económicas en la población son la minería, la  agricultura y la ganadería. Dentro de la minería se destaca la explotación del carbón que ocupa un lugar importante pues posteriormente se comercializa a la industria e incluso de él también se elaboran artesanías en el municipio. En cuanto a la agricultura, su principal producto es la cebolla.

## Sitio Histórico
En este lugar ocurrió una de las importantes batallas de la Independencia de Colombia, pero que no es tan reconocida como La Batalla de Boyacá. Ocurrió el 11 de julio de 1819. Por esto se le dio el nombre al parque principal de este municipio: "Parque 11 de Julio" [cita requerida]

## Servicios públicos
- Energía Eléctrica: Empresa de Energía de Boyacá (EBSA), es la empresa prestadora del servicio de energía eléctrica.
- Gas Natural: Vanti es la empresa distribuidora y comercializadora de gas natural en el municipio.